# テュルキスタン
テュルキスタン（Túrkistan、カザフ語: Түркістан 、ロシア語: Туркестан、ウズベク語: Turkiston / Туркистон) は、カザフスタン共和国テュルキスタン州の都市。2018年6月19日より同州の州都となった。
シルダリヤ川に近く、かつては康居の都があった。トランス・アラル鉄道が通り、タラズの160km北に位置している。シムケントからは車で約2時間。かつての市名はヤシ(Yasi)。

## 歴史
テュルキスタンの名は「トルキスタン(テュルクの地）の聖なる者」の意味で、高名なスーフィズムのシャイフであったホージャ・アフマド・ヤサヴィー(Khoja Akhmet Yassawi)が、1166年にこの地で没し葬られたのに因んでいる。彼によりこの地はカザフステップ地帯の学問の中心となった。1389年にティムールがヤサヴィーの壮麗なマザール(廟)を建立。中央アジア最大のドームで、ホージャ・アフマド・ヤサヴィー廟は2003年に世界遺産に登録された。彼の名もかつての市名ヤシに因んでいる。
中央アジアでは、三度のテュルキスタンへの巡礼は一度のメッカへのハッジに匹敵すると広く信じられており、今日でも毎年数万の巡礼者が訪れる。カザフスタンでは、「テュルキスタンは東の第二のメッカ」とされる所以である。
テュルキスタンは、常にペルシアやイスラム文化圏のマー・ワラー・アンナフルのオアシスと、テュルクやモンゴル文化圏のステップの遊牧民が、混ざり合う境界線であった。
1862年、ロシアはこの地をコーカンド・ハン国から奪うと、トルキスタン総督府のシルダリヤ州に編入、ロシア革命期にはトルキスタン自治ソビエト社会主義共和国の一部となるが、1924年にカザフ・ソビエト社会主義共和国の一部となった。
現在のテュルキスタンは人口の半数がウズベク人である。